# Vilchband
Vilchband ist ein Ortsteil der Gemeinde Wittighausen im Main-Tauber-Kreis in Baden-Württemberg.

## Geographie

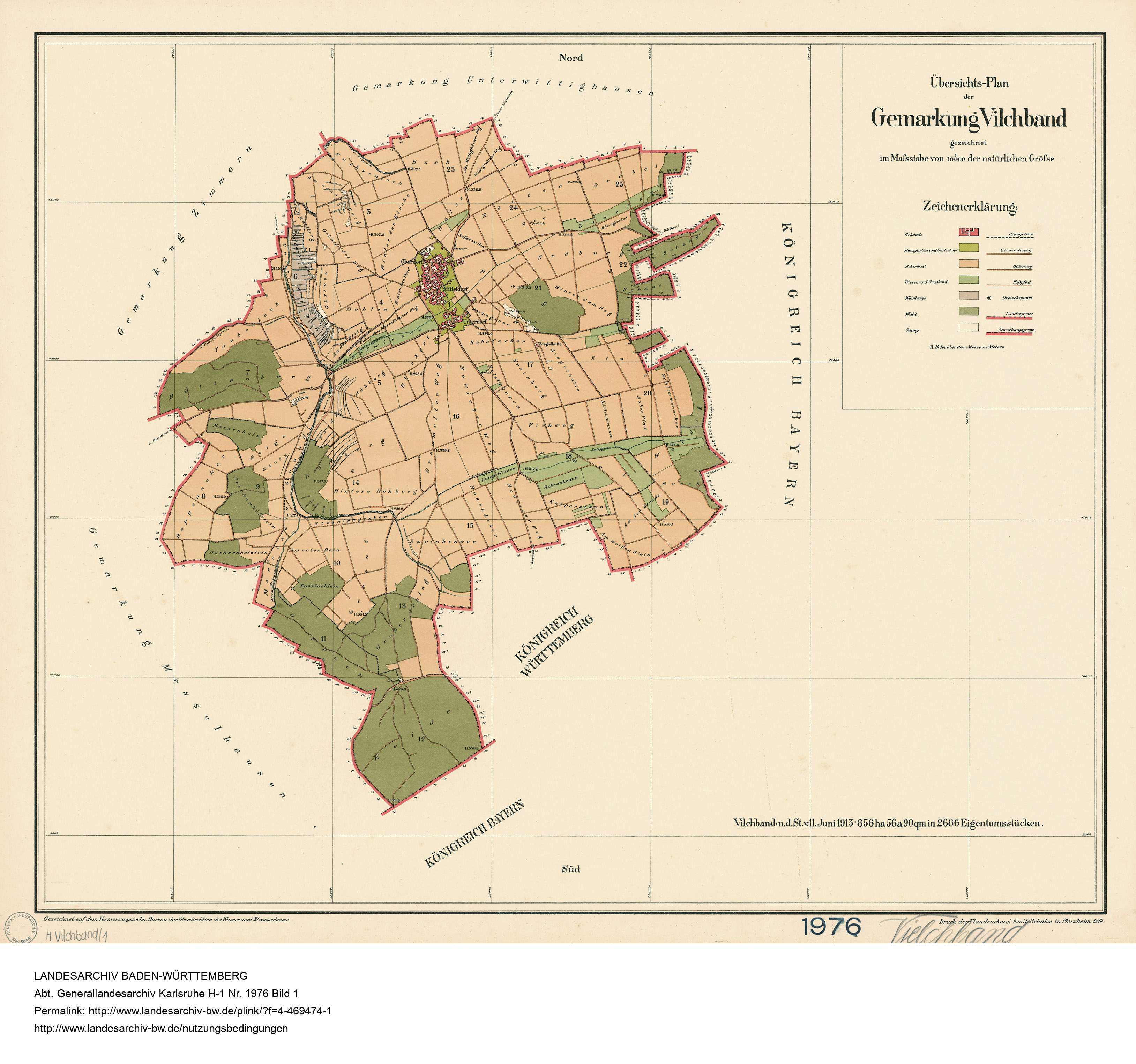
Gemarkung von Vilchband, 1914

Vilchband liegt auf einer Höhe von 290,3 m ü. NHN. Die Ortsgemarkung umschließt eine Fläche von 856 ha. Zur ehemaligen Gemeinde Vilchband gehören das Dorf Vilchband (⊙) sowie die abgegangene Ortschaft Erdburg.

## Geschichte
Vilchband wurde erstmals 837 urkundlich von Ludwig dem Frommen erwähnt.
Der Ort hieß zuerst „Filuhonbiunte“. Im Verlauf der Jahre wurden die Namen „Vilchbiunde“ (1265), „Philigpant“ (1452) und „Villichband“ (1691) genannt, woraufhin sich der Name Vilchband entwickelte.
Im 8. Jahrhundert gelangte der Ort an den Bischof zu Würzburg. Beginn des 14. Jahrhunderts gehörte das Dorf dem Kloster St. Stephan in Würzburg. 1593 wurde der Ort endgültig der Regentschaft Grünsfeld zugeteilt.
Nach Auflösung des Fürstentums Mainz kam der Ort 1803 zum Fürstentum Leiningen, 1804 an das Fürstentum Krautheim und 1806 zum Großherzogtum Baden.
Knapp vor Ende des Zweiten Weltkrieges wurde das Dorf zu 40 Prozent durch einen Brand zerstört.
Am 31. Dezember 1972 wurde Vilchband nach Wittighausen eingemeindet.

## Kultur und Sehenswürdigkeiten

### Bauwerke und Baudenkmäler
Vilchband besitzt einige Sehenswürdigkeiten: 

#### Pfarrkirche St. Regiswindis

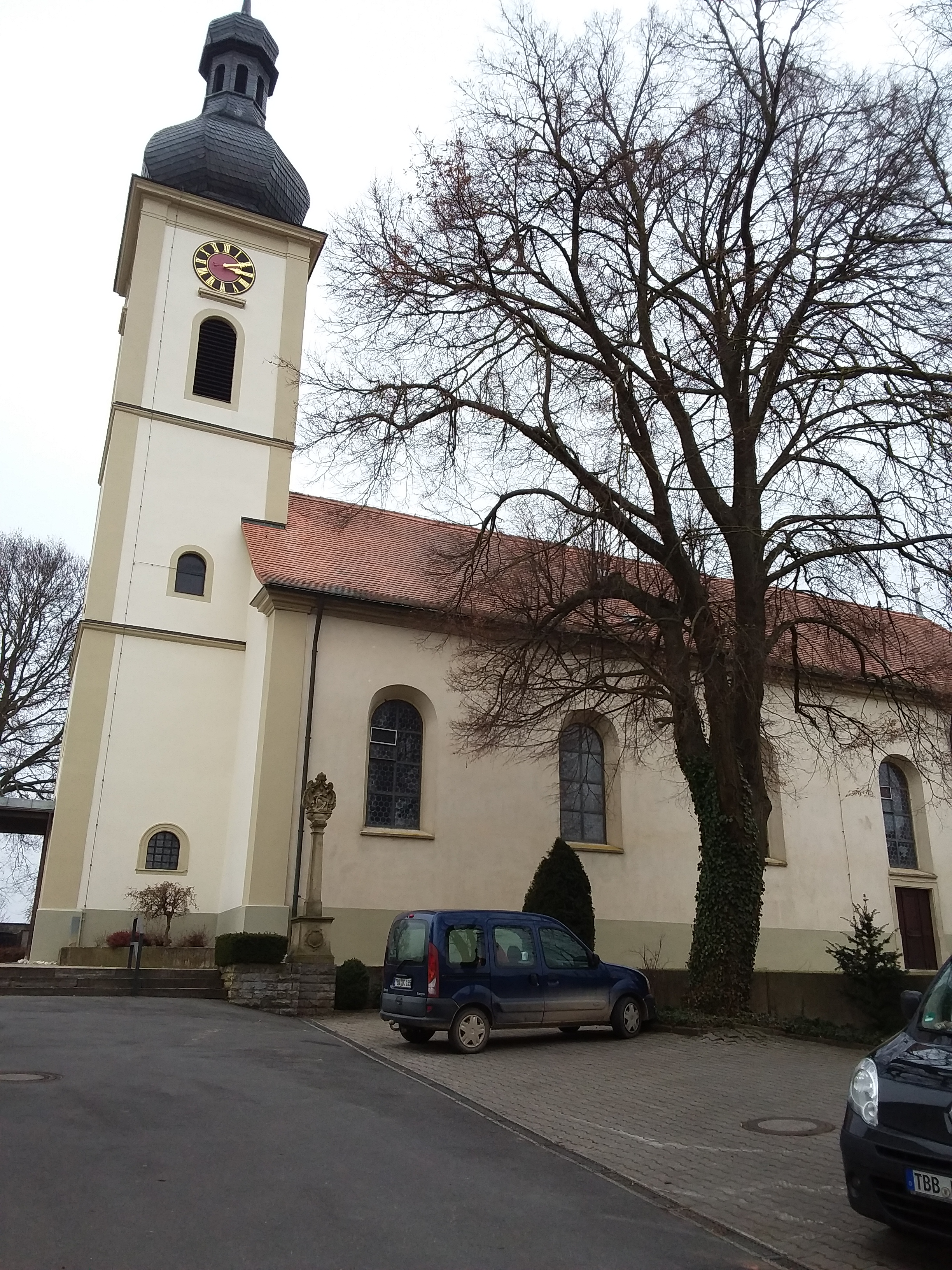
Die Pfarrkirche St. Regiswindis in Vilchband (2017)

Die Barockkirche St. Regiswindis wurde 1753/54 errichtet. Vorher stand an gleicher Stelle eine Gumbertuskirche, die wegen Baufälligkeit abgerissen werden musste. Bei der heutigen Kirche handelt es sich um eine Regiswindis-Gumbertuskirche. Am 26. Juni 1753 erfolgte die Grundsteinlegung, am 21. Dezember 1754 wurde das Allerheiligste in die neue Kirche überführt. Der Hochaltar wurde 1757 gesetzt.
Das älteste Gebäude in Vilchband ist das heutige Pfarr- und Gemeindezentrum. Es wurde 1674 erbaut und ist eines der wenigen Gebäude, dass die Brände 1732 überstanden hat.

#### Kapellen
Am Rande des zentralen Dorfplatzes befindet sich neben der ehemaligen Gemeindewaage die sogenannte Alte Kapelle von 1883. Dabei handelt es sich um einen schlichten Putzbau. Im Jahre 1997 wurde im Rahmen der Neutrassierung der Ortsstraße in Richtung Unterwittighausen eine Neue Kapelle am Ortsrand errichtet.

### Naherholung

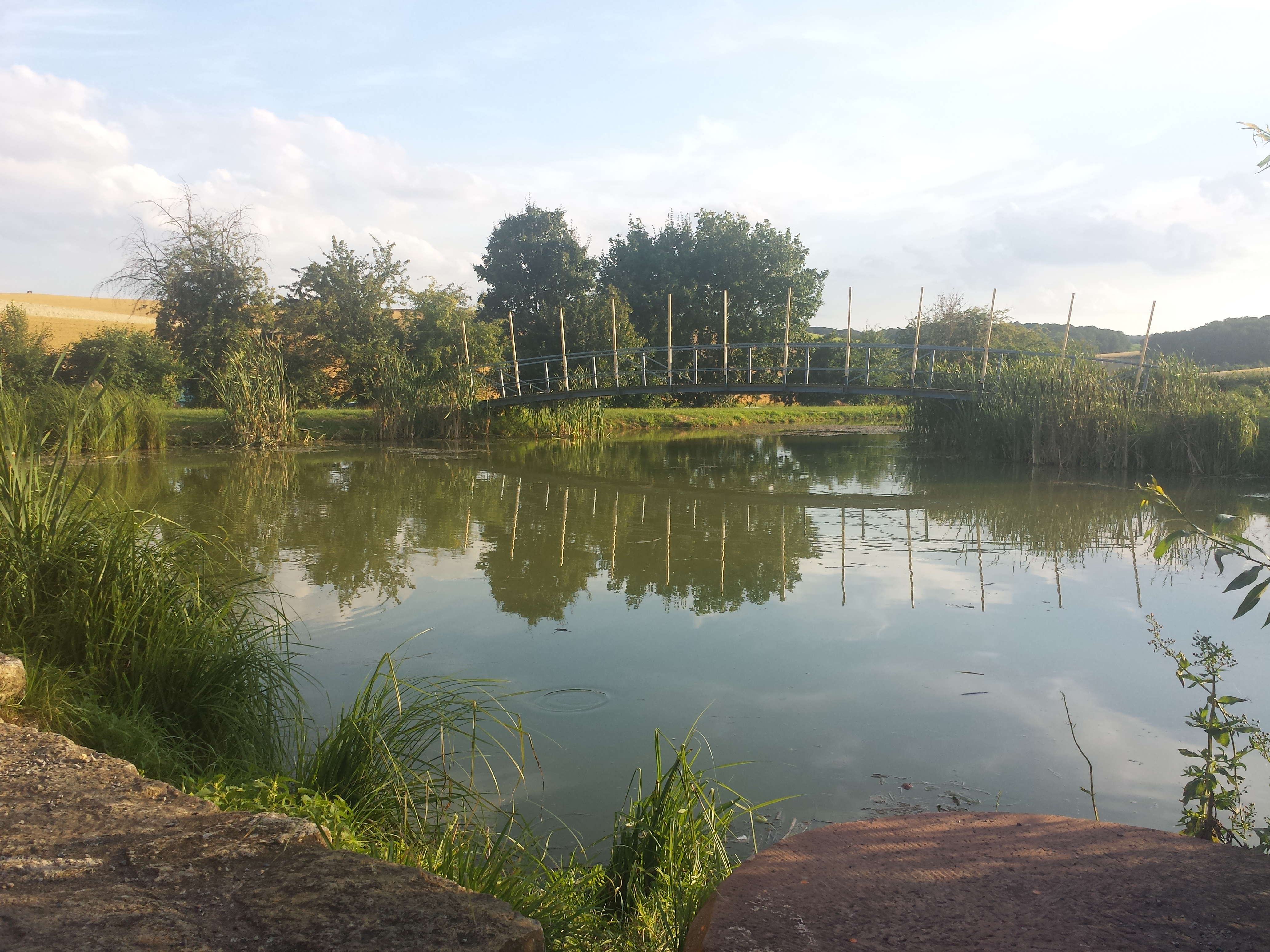
See in Vilchband

In Vilchband gibt es einen See mit angrenzendem Naherholungsgebiet. Dabei handelt es sich um eine ehemalige Kläranlage, die auf der Grundlage eines Gemeinderatsbeschlusses aus dem Jahre 2008 von Bürgern und Helfern in eine naturnahe Teichanlage umgewandelt wurde. Im August 2011 konnte der See schließlich eingeweiht werden.